# Europees kampioenschap trambesturen

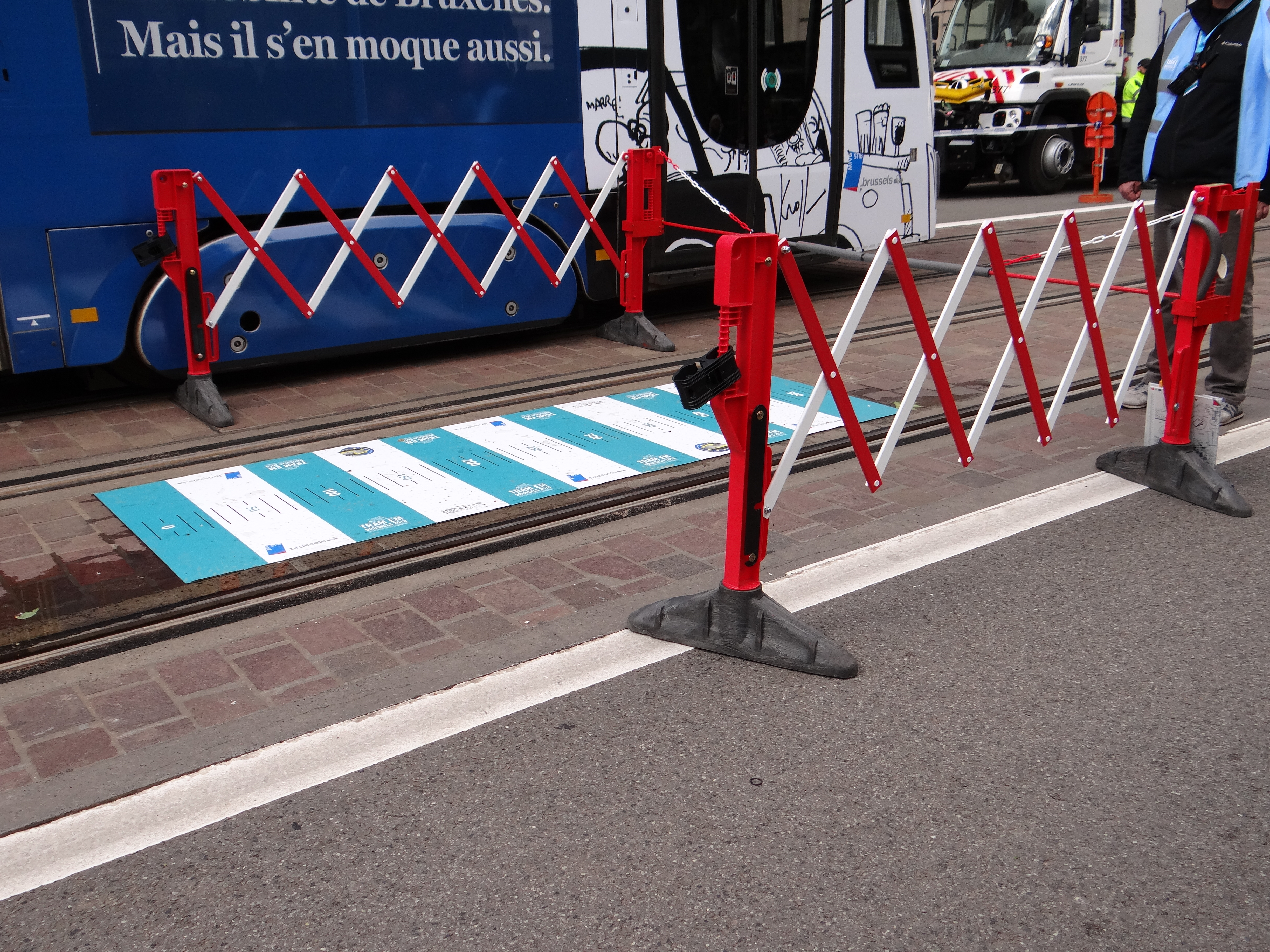
De stoptest op de kampioenschappen van 2019 in Brussel

Het Europees kampioenschap trambesturen (Duits: Tram-Europameisterschaft, TRAM-EM) is het jaarlijkse Europees kampioenschap voor het besturen van een tram.

## Geschiedenis
In 2012 werd de eerste TRAM-EM georganiseerd, ter gelegenheid van het 140-jarig jubileum van het tramnetwerk van Dresden.

## Concept
Elke Europese vervoersmaatschappij mag één team inzenden, bestaande uit een vrouwelijke trambestuurder, een mannelijke trambestuurder en een coach.
Het kampioenschap is verdeeld in twee ronden, waarbij elke bestuurder 1 keer achter het stuur zit. Elke ronde bestaat uit 6 disciplines. De disciplines kunnen zijn: stoppen bij een doel, noodremmen, precies stoppen bij een tramhalte, de snelheid inschatten met een verborgen snelheidsmeter, nauwkeurig langs een poort rijden, trambiljart of trambowlen. De score wordt bepaald door de vaardigheid in elke discipline en de tijd van de ronde.

## Eerdere edities
| Jaar | Locatie              | Winnaar   |
| ---- | -------------------- | --------- |
| 2012 | Dresden              | Boedapest |
| 2013 | Boedapest            | Parijs    |
| 2014 | Barcelona            | Parla     |
| 2015 | Wenen                | Rotterdam |
| 2016 | Berlijn              | Boedapest |
| 2017 | Tenerife             | Parijs    |
| 2018 | Stuttgart            | Stockholm |
| 2019 | Brussel              | Brussel   |
| 2020 | Oradea (geannuleerd) | –         |
| 2021 | Oradea (geannuleerd) | –         |
| 2022 | Leipzig              | Hannover  |
| 2023 | Oradea               | Wenen     |
| 2024 | Frankfurt            | Boedapest |